# Ilhéu de Ferro
Ilhéu de Ferro is een eiland voor de kust van het Portugese eiland Porto Santo behorend tot de regio Madeira. Het eilandje ligt aan de westkust van Porto Santo.
Het eiland wordt omgeven door hoge kliffen met op de top een plateau en heeft een oppervlakte van 25,8 hectare.
Het hoogste punt ligt op 115 meter. Op het eilandje staat op de top de vuurtoren Farol do Ilhéu de Ferro.